# Tempel van Antoninus en Faustina
De Tempel van Antoninus en Faustina (Latijn:Templum Antonini et Faustinae) is een antieke tempel op het Forum Romanum in Rome.

## Geschiedenis
De tempel werd aan de Via Sacra gebouwd door keizer Antoninus Pius ter ere van zijn vergoddelijkte vrouw Faustina de Oudere, die in 140 of 141 was overleden. Een inscriptie op het hoofdgestel herinnerde hieraan: 

DIVAE FAUSTINAE EX S.C. (Aan de vergoddelijkte Faustina, bij decreet van de senaat)
Faustina is daarmee de eerste keizerin die een permanente aanwezigheid - in de vorm van een tempel - had op het Forum Romanum, het politieke centrum van de Romeinse wereld. Deze tempel werd ingewijd in het jaar 144 en in 150 vernieuwd ter nagedachtenis aan het overlijden van Faustina 10 jaar eerder. Dit was een van de weinige bouwwerken van Antoninus in Rome. Hij brak daarmee met de traditie van zijn voorgangers Domitianus, Trajanus en Hadrianus, die de stad met enorme bouwprojecten hadden verfraaid. 

Nadat Antoninus zelf stierf in 161 werd de tempel ook aan hem gewijd. Boven de eerste inscriptie op het hoofdgestel werd een tweede bijgeplaatst:

DIVO ANTONINO ET (Aan de vergoddelijkte Antoninus en..)
Op een antieke munt waarop de tempel staat afgebeeld is te zien dat in de tempel een kolossaal beeld van Faustina stond. Na zijn dood is een soortgelijk beeld van Antoninus Pius hier bij geplaatst. Op de top en hoeken van het fronton waren monumentale beelden geplaatst.

## San Lorenzo in Miranda
In de zevende of achtste eeuw werd in de cella van de tempel een kerk gebouwd die werd gewijd aan San Lorenzo in Miranda, de heilige Laurentius, van wie gedacht werd dat hij op deze plaats ter dood was veroordeeld. De tempel verkeerde destijds nog in een goede staat en is door zijn nieuwe functie bewaard gebleven. De meeste andere "heidense" tempels in Rome werden na het instellen van het christendom als staatsgodsdienst niet meer onderhouden en vervielen tot ruïnes voor ze geheel werden afgebroken.

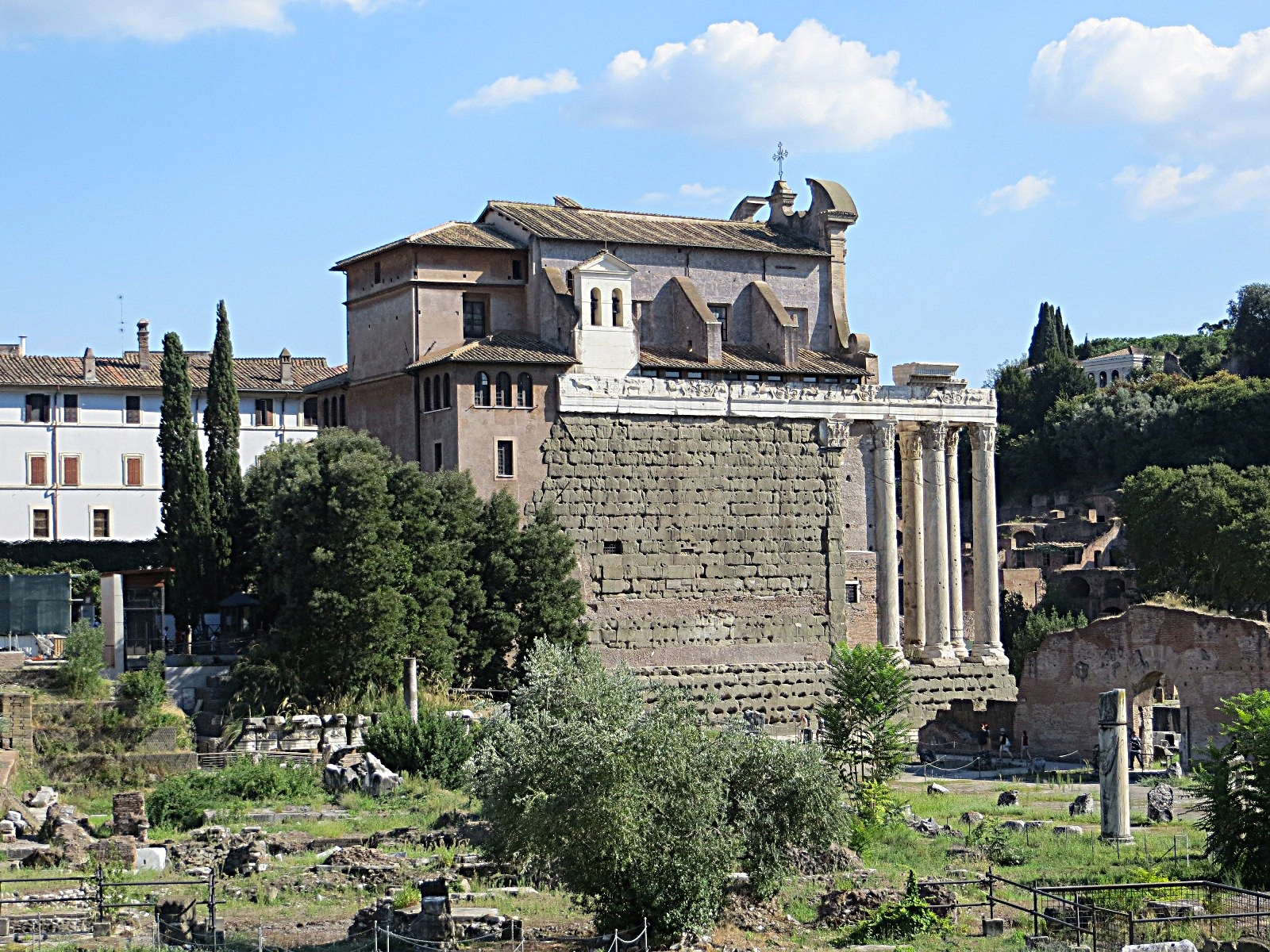
De tempel en kerk vanuit het noordwesten

Door de eeuwen heen was door slibafzetting na overstromingen van de Tiber en ophoping van vuil het grondniveau sterk gestegen. Hierdoor ligt de vloer van de kerk twaalf meter boven het antieke straatniveau uit het tijdperk van Augustus. In de dertiende eeuw werd de achterwand van de cella afgebroken omdat de stenen nodig waren voor de herbouw van het Lateraanse paleis. In 1430 werd de kerk aan het apothekersgilde geschonken, die het gebouw daarna beheerde. In 1536 werd de kerk gedeeltelijk afgebroken en gerestaureerd vanwege een bezoek van keizer Karel V aan Rome. In 1602 volgde een nieuwe verbouwing, waarbij de huidige barokke gevel aan de kerk werd toegevoegd. De apsis van de kerk werd in 1942 toegevoegd naar een ontwerp van architect Virgilio Marchi.

## De tempel
De Tempel van Antoninus en Faustina is redelijk goed bewaard gebleven. De tempel is een prostylon, met een voorportaal in hexastyl (zes zuilen aan de voorzijde). De in totaal 10 zuilen van groen Krystisch marmer in de Korinthische orde staan nog steeds overeind. De 17 meter hoge zuilen zijn monolithisch en dragen het hoofdgestel dat rijkelijk versierd is met bas-reliëfs, waarop griffioenen, kandelaars en acanthusbladeren zijn afgebeeld. De zijmuren van tufsteen zijn beschadigd door ijzersmeden, die de metalen klemmen waarmee de stenen verbonden waren probeerden te stelen. De muren, de trap en het podium waren oorspronkelijk geheel bekleed met marmeren platen, maar deze zijn in de middeleeuwen al verwijderd. Ook het oorspronkelijke dak is niet meer aanwezig.
Op de trap is de plaats van het altaar nog te zien; de huidige bakstenen treden zijn in de 20e eeuw geplaatst. Restanten van de beelden van Faustina en Antoninus zijn teruggevonden en worden voor de tempel tentoongesteld.

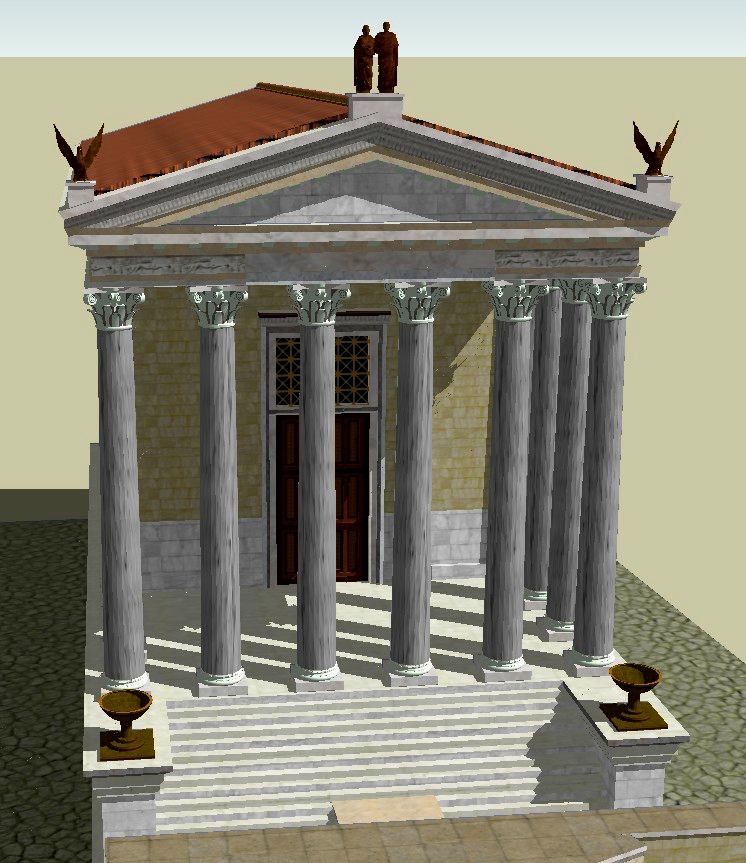
Reconstructie van de Tempel van Antoninus en Faustina

## Opgravingen
Opgravingen aan het einde van de 19e eeuw legden de tempel weer bloot tot op het antieke straatniveau. Hierbij werd naast de tempel een badhuis uit de late oudheid opgegraven met daaronder de resten van een begraafplaats uit het archaïsche tijdperk (9e tot 6e eeuw v.Chr.).